# Palazzo del Comune di Galluzzo
L'ex-palazzo del Comune di Galluzzo si trova nel sobborgo a poca distanza da Firenze. Tra il 1881 e il 1931 ospitò il Comune di Galluzzo, istituzione poi assorbita dal Comune di Firenze e dai comuni limitrofi.
La sede del comune era in via del Podestà 98, in un palazzo nato dalle ristrutturazioni dell'ex monastero delle suore di Monticelli. Oggi il palazzo è adibito a scuola: liceo scientifico Niccolò Rodolico.
Davanti al palazzo si trova l'ex-palazzo del Podestà.